# Algèbre involutive simple
En mathématiques, une algèbre involutive simple sur un corps commutatif est une algèbre involutive qui n'admet pas d'idéaux stables par l'involution autres que {0} et elle-même.
Les algèbres involutives simples centrales (en un sens à préciser plus loin) sont aux algèbres involutives ce que les algèbres simples centrales sont aux autres algèbres. En fait, les algèbres involutives simples centrales englobent, en un sens les algèbres simples centrales car, à partir de toute algèbre simple centre, on peut construire canoniquement une algèbre involutive simple centrale.
À toute algèbre involutive simple centrale, on peut associer plusieurs groupes algébriques, plusieurs algèbres de Lie et une algèbre de Jordan. On peut ainsi construire de manière uniforme les groupes algébriques classiques, les groupes de Lie classiques (si K = R ou K = C) et les algèbres de Lie classiques, du moins si la caractéristique du corps de base est nulle. On peut aussi construire plusieurs de leurs espaces homogènes classiques (variétés de drapeaux, espaces symétriques).
 Dans cet article, K désigne un corps commutatif, les algèbres sont supposées avoir K comme anneau de base (sauf mention contraire) et sont supposées être unitaires et associatives et de dimension finie, et les homomorphismes entre algèbres sont supposés être unitaires, c'est-à-dire envoyer 1 sur 1. 

## Définitions
Soit A une algèbre involutive. 
On dit que A est simple (en tant que K-algèbre involutive) s'il n'existe pas d'idéal bilatère I stable par l'involution de A autre que A et {0}, et si de plus A n'est pas réduit à 0.
L'ensemble des éléments x du centre du l'anneau A tels que x* = x est un sous-anneau de A. On l'appelle centre involutif de l'algèbre involutive A. À ne pas confondre avec le centre de l'anneau A.
Si A est simple, alors le centre involutif Z de A est un corps commutatif, qui contient le corps de base K de A. On dit que A est centrale (en tant que K-algèbre involutive) si le centre involutif de A est K.
Soient A un anneau simple et σ une involution d'anneau de A. Alors l'ensemble des éléments a du centre de A tels que σ(a) = a est un sous-anneau de A qui est un corps L. Si A est de dimension finie sur L, alors A est une L-algèbre involutive simple centrale pour σ.

## Exemples

### Exemples abstraits
- Soit A une algèbre simple centrale sur K. Alors, pour toute involution de K-algèbre de A, A est une algèbre involutive simple sur K. Par exemple, K muni de l'identité est une algèbre involutive simple centrale.
- Soit A une algèbre simple centrale sur K. Alors l'application (x, y) → (y, x) de B = A × Aop dans elle-même est une involution de K-algèbre τ. La K-algèbre involutive qu'est B muni de τ est une appelée algèbre d'échange de A et on la note Ex(A). Par exemple, si A = K, K × K est canoniquement une algèbre involutive simple centrale sur K
- On suppose qu'il existe une extension quadratique séparable L de K, τ la conjugaison de L (l'unique automorphisme distinct de l'identité) et A une algèbre simple centrale sur L. Soit σ une involution de K-algèbre de A telle que, pour tout élément a de L et pour tout élément x de A, σ(ax) = τ(a)σ(x). Alors A muni de σ est une algèbre involutive simple centrale sur K. Par exemple, L est, pour τ, une algèbre involutive simple centrale.

### Exemples concrets

#### Involution adjointe
Soit D un corps de dimension finie sur son centre et soit τ une involution de corps de D. Soient E un espace vectoriel de dimension finie non nulle sur D et φ une forme sesquilinéaire non dégénérée sur E relativement à τ qui est hermitienne ou antihermitienne. Pour tout endomorphisme f de E, il existe un unique endomorphisme g de E tel que, quels que soient x et y dans E, φ(f(x), y) = φ(x, g(y)). On l'appelle adjoint de f pour φ, et on le note f*. L'application f → f* de l'anneau EndD(E) des endomorphismes de E dans lui-même est une involution d'anneau de EndD(E), appelée involution adjointe  à φ. Si K est le sous-corps de D des éléments du centre de D tels que τ(a) = a, alors la K-algèbre EndD(E) est une algèbre involutive simple centrale sur K pour cette involution.
Soit J une involution d'anneau de EndD(E). Sans perte de généralité, on peut supposer que K est le sous-corps des éléments a du centre de D tels que J(a) = a. Alors il existe une involution de corps σ de K qui est K-linéaire et une forme sesquilinéaire non dégénérée ψ sur E relativement à σ qui est hermitienne ou antihermitienne tel que J est l'involution adjointe à ψ. Si ψ' est une autre telle forme sesquilinéaire sur E, il existe un élément non nul r de D tel que ψ' = ψr.
On obtient ainsi, à isomorphisme près, toute involutions d'anneaux sur une algèbre simple centrale sur un corps commutatif, puisque toute algèbre simple centrale sur un corps commutatif est de la forme End(F), où F est un espace vectoriel de dimension finie non nulle sur un corps de dimension finie sur son centre.
On suppose que V un espace vectoriel de dimension finie non nulle n sur K et soit J une involuition de K-algèbre de EndK(V). Alors il existe une forme bilinéaire symétrique ou antisymétrique non dégénérée φ sur E telle que J est l'involution adjointe à φ.

#### Algèbre de matrices
Soient D un corps de dimension finie sur son centre, σ une involution de corps de D. Alors l'application M → tσ(M) de Mn(D) dans Mn(D) est une involution d'anneau τ de Mn(D). Si on note K le sous-corps de D des éléments a du centre de D tels que σ(a) = a, alors cette involution est K-linéaire, pour τ, la K-algèbre Mn(D) est une K-algèbre involutive simple centrale.
Soit U un élément inversible de Mn(D) tels que τ(U) = U ou τ(U) = -U. Alors l'application M → Uτ(M)U-1 de Mn(D) est une involution de K-algèbre de Mn(D), pour laquelle Mn(D) est une algèbre involutive simple centrale sur K.
Toutes les involutions de K-algèbre de Mn(D) sont obtenues de cette façon, à partir d'une involution K-linéaire de D et d'un tel élément U de Mn(D).
Pour toute involution J de K-algèbre de Mn(K), il existe une matrice inversible U qui est symétrique ou antisymétrique telle que J est l'application M → UtMU-1 de Mn(K) dans Mn(K).

#### Algèbre involutive déduite d'un espace vectoriel
Soient D un corps de dimension finie sur son centre K et E un espace vectoriel de dimension finie non nulle n sur D. Alors EndD(E) × EndD(E)op est une K-algèbre involutive simple centrale. De plus l'application f → tf de EndD(E)op dans EndD(E*) est un isomorphisme d'algèbres. En identifiant canoniquement E à son bidual E** (en associant à tout vecteur x l'évaluation en x), on obtient par transport de structure une involution de K-algèbre (f, g) → (tg, tf) de EndD(E) × EndD(E*).
En termes de matrices, on obtient une involution de K-algèbre (M, N) → (tN, tM) de Mn(D) × Mn(Dop).

## Trois grands type d'algèbres involutives simples centrales
Soit A une algèbre involutive simple centrale sur K et σ l'involution de A. Alors le centre Z de l'anneau A est stable par l'involution de A, et la dimension de Z sur K est égale à 1 ou à 2. 
- Si la dimension de Z sur K est 1, alors la K-algèbre sous-jacent à A est une algèbre simple centrale sur K. On dit alors que l'involution de A est de première espèce. Soit alors d le degré de A sur K (d2 = dimK A) et L un corps neutralisant de A (si A est isomorphe à Md(K), on peut prendre L = K). Alors la L-algèbre B = L ⊗K A déduite de A par extension des scalaires de K à L est isomorphe à Md(L) (si L = K, alors B = A), et soit alors f un isomorphisme entre ces deux L-algèbres. Alors il existe une unique involution de L-algèbre τ de B qui prolonge σ, et soit alors θ l'involution f o τ o f-1 de Md(L). Alors il existe une forme L-bilinéaire symétrique ou antisymétrique φ sur Ld pour laquelle θ est l'involution adjointe à φ. On dit que l'involution de σ est type orthogonal si φ est symétrique et non alternée, et on dit que σ est de type symplectique si φ est alternée. (Si la caractéristique de K est 2, alors symétrique et antisymétrique c'est la même chose, alors que antisymétrique n'est pas nécessairement alternée). Tous ça ne dépend que de σ (et non pas des choix de L, f et φ). Suivant le cas, on dit aussi que l'algèbre involutive A est de type orthogonal ou de type symplectique.
- Si la dimension de Z sur K est 2, alors Z est une algèbre étale quadratique, et l'involution induite sur Z par celle de A est la conjugaison de Z. On dit alors que l'involution de A est de seconde espèce ou de type unitaire et que l'algèbre involutive A est de type unitaire. Alors il y a deux possibilités: ou bien Z est déployée, c'est-à-dire Z est isomorphe à K × K, ou bien Z est une extension quadratique séparable de K (si la caractéristique de K est différente de 2, alors toute extension quadratique de K est séparable).
- Si la dimension de Z sur K est 2 et si Z est une extension quadratique de K, alors A est une algèbre simple centrale sur Z, et l'involution de A est « antilinéaire » pour la conjugaison τ de Z, c'est σ(ax) = τ(a)σ(x) pour tout élément a de Z et pour tout élément x de A.
- On suppose que la dimension de Z est 2, et que Z est déployée, c'est-à-dire isomorphe à K × K. Alors l'algèbre sous-jacente à A est semi-simple et n'est pas simple. Alors il existe deux idéaux bilatères minimaux I et J, et alors l'algèbre A tel que A est isomorphes I × J, et I et J considéré comme des sous-algèbres (non unitaires) de A sont des algèbres simples centrales (unitaires) sur K, et I et J sont déterminés par l'anneau A. De plus on a σ(I) = J et σ(J) = I, et alors l'isomorphisme de I sur J qui coïncide avec σ est un isomorphisme de Iop sur J, et on peut donc identifié J à Iop, et alors A est canoniquement isomorphe à Ex(I).

En résumé, il y a trois grands types de algèbres involutives simples centrales sur K :
- Celles qui sont de type orthogonal ;
- Celles qui sont de type symplectique ;
- Celles qui sont de type unitaire.

Exemples
- On note E un espace vectoriel de dimension finie non nulle sur K et φ une forme bilinéaire symétrique ou alternée. Si φ est symétrique et non alternée, alors l'involution adjointe à φ est de type orthogonal. Si φ est alternée, alors l'involution adjointe à φ est de type symplectique.
- On note D un corps de dimension finie sur son centre et soit σ une involution de corps de D. On suppose que K est le sous-corps de D des éléments a du centre de D tel que σ(a) = a et soit φ une forme sesquilinéaire non dégénérée sur E relativement à σ qui est hermitienne ou antihermitienne, et on note τ l'involution adjointe à φ.
  - Pour que τ soit de type unitaire, il faut et il suffit qu'il en soit de même de σ, c'est-à-dire que le centre du corps D soit différent de K (ce qui est le cas si D est commutatif et si σ est différent de l'identité, par exemple si D est le corps des nombres complexes et si σ est la conjugaison).
  - On suppose que la caractéristique de D est différente de 2 et que σ n'est pas type unitaire. Si σ est de type orthogonal (ce qui est le cas si σ est l'identité), pour que τ soit de type orthogonal, il faut et il suffit que φ soit hermitienne (c'est-à-dire symétrique si σ est l'identité) et, pour que τ soit de type symplectique, il faut et il suffit que φ soit antihermitienne (c'est-à-dire alternée si σ est l'identité).
- Soit E un espace vectoriel de dimension finie sur le corps H des quaternions. Alors la conjugaison σ de H est une involution de type symplectique. Soit φ une forme sesquilinéaires hermitienne (resp. antihermitienne) non dégénérée sur E pour σ. Alors l'involution adjointe est de type symplectique (resp. orthogonal).

## Algèbres involutives simples centrales sur certains corps commutatifs

### Corps algébriquement clos
Si K est algébriquement clos (par exemple si K le corps des nombres complexes), alors toute algèbre involutive simple centrale sur K est isomorphe à l'une des algèbres involutives suivantes :
- Type unitaire: EndK(E) × EndK(E*), où E est un espace vectoriel de dimension finie non nulle sur K;
- Type orthogonal: EndK(E) avec l'involution adjointe d'une forme bilinéaire symétrique non alternée non dégénérée sur E, où E est un espace vectoriel de dimension finie non nulle sur K;
- Type symplectique: EndK(E) avec l'involution adjointe d'une forme bilinéaire alternée non dégénérée sur E, où E est un espace vectoriel de dimension finie non nulle sur K.

### Corps des nombres réels
Les algèbres involutives simples centrales réelles sont isomorphes à l'une des algèbres involutives suivantes :
- Type unitaire :
  - EndR(E) × EndR(E*), où E est un espace vectoriel réel de dimension finie non nulle,
  - EndH(E) × EndH(E*), où E est un espace vectoriel quaternionien de dimension finie non nulle,
  - EndC(E) avec l'involution adjointe d'une forme hermitienne (ou antihermitienne, au choix) non dégénérée pour la conjugaison, où E est un espace vectoriel complexe de dimension finie non nulle ;
- Type orthogonal :
  - EndR(E) avec l'involution adjointe à une forme bilinéaire symétrique non dégénérée sur E, où E est un espace vectoriel réel de dimension finie non nulle,
  - EndH(E) avec l'involution adjointe à une forme antihermitienne non dégénérée pour la conjugaison, où E est un espace vectoriel de dimension finie non nulle sur le corps des quaternions ;
- Type symplectique :
  - EndR(E) avec l'involution adjointe à une forme bilinéaire alternée non dégénérée sur E, où E est un espace vectoriel réel de dimension finie non nulle ;
  - EndH(E) avec l'involution adjointe à une forme hermitienne non dégénérée pour la conjugaison, où E est un espace vectoriel de dimension finie non nulle sur le corps des quaternions.

### Corps finis
Si K est un corps fini, les algèbres involutives simples centrales sur K sont isomorphes à l'une des algèbres involutives suivantes :
- Type unitaire :
  - EndK(E) × EndK(E*), où E est un espace vectoriel de dimension finie non nulle sur K ;
  - EndL(E) avec l'involution adjointe à une forme hermitienne (ou antihermitienne, au choix) non dégénérée sur E, où E est un espace vectoriel de dimension finie non nulle sur une extension quadratique L de K (L est déterminée par K à un isomorphisme près) ;
- Type orthogonal: EndK(E) avec l'involution adjointe à une forme bilinéaire symétrique non alternée non dégénérée sur E, où E est un espace vectoriel de dimension finie non nulle sur K ;
- Type symplectique: EndK(E) avec l'involution adjointe à une forme bilinéaire alternée non dégénérée sur E, où E est un espace vectoriel de dimension finie non nulle sur K.

## Degré d'une algèbre involutive simple centrale
Soit A une algèbre involutive simple centrale sur K. 
- Si la K-algèbre (sans l'involution) A est simple, on appelle degré de A le degré de l'algèbre A sur son centre L (qui est une corps), c'est-à-dire l'entier d tel que d2 = dimL A.
- Si la K-algèbre A n'est simple, alors A est isomorphe à Ex(B) = B × Bop, où B est une algèbre simple centrale sur K, et on appelle alors degré de A le degré de B, c'est-à-dire l'entier p tel que p2 = dimK B.

Si A est de type symplectique, alors le degré de A est pair. Si A est de type unitaire ou orthogonal, alors A est de degré pair ou de degré impair (les cas se produisent effectivement).

## Extension des scalaires
Soient A une algèbre involutive simple centrale sur K, σ l'involution de A et L un surcorps commutatif de K et B la L-algèbre B = L ⊗K A déduite de A par extension des scalaires de K à L. Alors il existe une unique involution de L-algèbre τ de B qui prolonge σ. Pour que τ soit de type unitaire (resp. symplectique, resp. orthogonal), il faut et il suffit qu'il en soit de même pour σ. 
Le degré aussi est préservé par extension des scalaires.

## Algèbres involutives simples et groupes classiques
À partir des algèbres involutives simples sur K, on peut construire de manière uniforme les groupes algébriques réductifs classiques sur K (en caractéristique différente de 2 du moins), et les groupes de Lie réductifs classiques: les groupes unitaires, spéciaux unitaires, généraux unitaires et projectifs généraux unitaires.
On va d'abord présenter définir les groupes de manière générale, et ensuite on va expliciter le tous pour les exemples classiques, issu des espaces vectoriels et des formes hermitiennes et antihermitiennes.

### Définitions générales
Soient A une algèbre involutive simple centrale sur K, et Z le centre de l'algèbre A.

#### Groupe unitaire
L'ensemble des éléments x de A tels que xx* = x*x = 1 est un sous-groupe du groupe A* des éléments inversibles de A. On l'appelle groupe unitaire ou groupe des isométries de A et on le note U(A) ou Is(A). 

#### Groupe général unitaire
L'ensemble des éléments x de A tels que xx* appartient à K est un sous-groupe de A*. On l'appelle groupe général unitaire ou groupe des similitudes de A et on le note GU(A) ou Sim(A). Pour tout élément x de GU(A), l'élément xx* de K* est appelé multiplicateur de x et on le note μ(x). La fonction x → μ(x) de GU(A) dans K* est un homomorphisme de groupes, dont le noyau est U(A), et ainsi U(A) est un sous-groupe distingué de GU(A).
La fonction x → x
Le groupe Z* des éléments inversibles de Z est un sous-groupe de GU(A), et on appelle groupe projectif général unitaire ou groupe des similitudes projectives de A et on note PGU(A) ou PSim(A) le groupe quotient GU(A)/Z*.
Pour tout élément a de GU(A), l'automorphisme intérieur x → axa-1 de A est un automorphisme Ja de K-algèbre involutive de A qui est Z-linéaire. L'application a → Ja de GU(A) dans le groupe G des automorphismes de K-algèbre involutive de A qui sont Z-linéaire est un homomorphisme de groupes surjectif dont le noyau est Z*, et on obtient ainsi un isomorphisme de groupes de PGU(A) sur G par passage au quotient.

#### Groupe spécial unitaire
On va ici étendre la norme réduite des algèbres simples centrales. On suppose que l'anneau A n'est pas simple, et alors A = B × Bop, où B est une algèbre simple centrale sur K (à l'ordre près des facteurs). Alors, pour tout élément z = (x, y) de A, on appelle norme réduite de z dans A sur Z et on note NrdA/Z(z) l'élément (NrdB/K(x), NrdBop/K(y)) de K × K, qui s'identifie canoniquement à un élément Z. La fonction z → NrdA/Z(z) de A dans Z est un homomorphismes pour les multiplications, et on déduit donc un homomorphisme de groupes A* dans Z*.
On revient ici au cas général. La fonction z → NrdA/Z(z) de U(A) dans Z* est un homomorphisme de groupes, et on appelle groupe spécial unitaire ou groupe des isométries directes de A et on note SU(A) ou Is+(A) le groupe sous-groupe de U(A) qu'est son noyau, qui est alors un sous-groupe distingué de U(A).

#### Involutions de type orthogonal et symplectique
Si l'involution de A est de type orthogonal, on appelle aussi groupe orthogonal, groupe général orthogonal, groupe projectif général orthogonal et groupe spécial orthogonal de A et on note O(A), GO(A), PGO(A) et SO(A) les groupes U(A), GU(A), PGU(A) et SU(A).
Si l'involution de A est de type symplectique, on appelle aussi groupe symplectique, groupe général symplectique et groupe projectif général symplectique de A et on note Sp(A), GSp(A) et PGSp(A) les groupes U(A), GU(A) et PGU(A).

### Exemples

#### Cas des formes hermitiennes et antihermitiennes
On note D un corps de dimension finie sur son centre Z, τ une involution de corps et on suppose (sans perte de généralité) que K est le corps des éléments a du centre de D tels que τ(a) = a. On note E un espace vectoriel de dimension finie non nulle n sur D et on note φ une forme sesquilinéaire non dégénérée sur E qui est hermitienne ou antihermitienne et on note A la K-algèbre involutive simple centrale qu'est la K-algèbre EndD(E) muni de l'involution adjointe σ à φ.
- Alors U(A) est le groupe unitaire U(φ), c'est-à-dire le groupe des éléments GL(E) tels que φ(f(x), f(y)) = φ(x, y) quels que soient les vecteurs x et y.
- L'ensemble des éléments f de GL(E) tels qu'il existe un élément non nul a de K tels que φ(f(x), f(y)) = aφ(x, y) est un sous-groupe de GL(E). On le note GU(φ), et il est égal à GU(A), et on a donc PGU(A) = GU(φ)/Z*. Si n ≥ 2, alors le groupe GU(φ) le groupe des éléments f de GL(E) qui préservent la relation d'orthogonalité définie par φ (c'est-à-dire tel, si φ(x, y) = 0, alors φ(f(x), f(y) = 0), et alors PGU(φ) opère fidèlement sur l'espace projectif P(E), et PGU(φ) s'identifie au groupe des éléments de PGL(E) qui préservent la relation d'orthogonalité entre droites vectorielles de E définie par φ.
- Le groupe des automorphismes de K-algèbres A qui sont Z-linéaires s'identifie au groupe PGU(φ) = GU(φ)/Z* qui, si n ≥ 2, s'identifie à un sous-groupe du groupe projectif PGL(E) de P(E).

#### Cas des algèbres simples centrales et des espaces vectoriels
On note B une algèbre simple centrale sur K et A l'algèbre involutive centrale simple Ex(B) = B × Bop, avec l'involution d'échange.
- U(A) est le groupe des éléments inversibles de A de la forme (x, x-1), où x est un élément inversible de B. L'application x → (x, x-1) du groupe B* des éléments inversibles de B dans U(A) est un isomorphisme de groupes.
- En identifiant canoniquement B* et U(A), SU(A) est le groupe des éléments x de B tels que NrdB/K = 1.
- GU(A) est le groupe des éléments (x, y) de A* tels qu'il existe un élément non nul k de K tels que y = kx, et l'application (x, k) → (x, kx-1) de B* × K* dans GU(A) est un isomorphisme de groupes.
- En identifiant canoniquement GU(A) et B* × K*, PGU(A) = GU(A)/(K* × K*) s'identifie canoniquement à B*/'K*.
- Pour tout automorphisme f de B, l'application (x, y) → (f(x), f(y)) de A dans A est un automorphisme f0 de K-algèbre involutive de A qui est (K × K)-linéaire. L'application f → f0 de B*/K* dans le groupe des automorphismes (K × K)-linéaires de A est un isomorphisme de groupes.

On va supposer qu'il existe un surcorps D de K qui est de dimension finie sur son centre et de centre K et un espace vectoriel E de dimension finie non nulle n sur D tel que B est la K-algèbre EndD(E), et ainsi A s'identifie canoniquement à EndD(E) × EndD(E*) (voir plus haut).
- U(A) s'identifie au groupe linéaire GL(E) de E et SU(A) va s'identifier au groupe spécial linéaire SL(E) de E.
- GU(A) s'identifie au groupe GL(E) × K*.
- PGU(A) s'identifie au groupe GL(E)/K*, et donc, si n ≥ 2, au groupe projectif de P(E).

### Groupes algébriques et de Lie classiques
On suppose que la caractéristique de K est différente de 2.
On dit qu'une algèbre involutive simple centrale sur K est dégénérée si elle est commutative ou si elle est de type orthogonal et de dimension 4 sur K.
Soit A une algèbre involutive simple centrale sur K. Alors U(A), GU(A), PGU(A) et SU(A) sont les groupes des points rationnels sur K de groupes algébriques réductifs sur K, et donc ces groupes peuvent être considérés comme des groupes algébriques sur K. De plus, sauf si A est dégénérée, le groupe SU(A) et la composante neutre (au sens de Zariski) PGU(A)0 de PGU(A) sont des groupes algébriques semi-simples sur K qui, sauf si A est de type orthogonal de dimension 16, est absolument simple, et de plus PGU(A)0 est de type adjoint. Réciproquement, tous les groupes algébriques absolument simples de type adjoint de type classiques (types An (n ≥ 1), type Bn (n ≥ 1), type Cn (n ≥ 1) et type Dn (n = 3 ou n ≥ 5)) sont de la forme PGU(A)0 avec A est non dégénérée.
On suppose que K est le corps des nombres réels (resp. complexes) et soit A une algèbre involutive simple centrale sur K. Alors U(U(A), GU(A), PGU(A) et SU(A) sont des groupes de Lie réductifs sur K. De plus, sauf si A est dégénérée, les composantes neutres des groupes SU(A)0 et PGU(A)0 des groupes SU(A) et PGU(A) sont semi-simples qui, sauf si A est de type orthogonal de dimension 16, est simple, et de plus PGU(A)0 est de type adjoint, c'est-à-dire du centre réduit à 1. Réciproquement, tous les groupes de Lie sur K (non sous-jacents à un groupe de Lie complexe si K = R) qui est simple, de type adjoint et de type classiques (types An (n ≥ 1), type Bn (n ≥ 1), type Cn (n ≥ 1) et type Dn (n = 3 ou n ≥ 5)) sont de la forme PGU(A)0 avec A non dégénérée. Tous ces groupes de Lie sur K sont aussi localement isomorphes à un groupe de Lie de la forme SU(A)0.
Ces groupes algébriques et de Lie simples sont :
- de type An si A est de type unitaire et de degré n + 1 ;
- de type Bn si A est de type orthogonal de degré 2n + 1 ;
- de type Cn si A est de type symplectique de degré 2n ;
- de type Dn si A est de type orthogonal de degré 2n.